# Emmanuel Agyemang-Badu
Emmanuel Agyemang-Badu (ur. 2 grudnia 1990 w Berekum) – ghański piłkarz grający na pozycji defensywnego pomocnika.

## Kariera klubowa
Karierę piłkarską Agyemang-Badu rozpoczął w klubie Berlin FC. Następnie w 2001 roku został zawodnikiem Berekum Arsenal. W 2007 roku awansował do kadry pierwszej drużyny i wtedy też zadebiutował w jego barwach w pierwszej lidze ghańskiej. W 2008 roku został wypożyczony do Asante Kotoko z miasta Kumasi, a w 2009 roku trafił na kolejne wypożyczenie, tym razem do hiszpańskiego Recreativo Huelva. W Segunda División rozegrał tylko jedno spotkanie i jeszcze w 2009 roku wrócił do Ghany, do Asante Kotoko.
W styczniu 2010 Agyemang-Badu przeszedł z Berekum Arsenal do Udinese Calcio, z którym podpisał 4,5-letni kontrakt. W sezonie 2017/2018 był wypożyczony do tureckiego Bursasporu.

## Kariera reprezentacyjna
W 2009 roku Agyemang-Badu wraz z reprezentacją Ghany U-20 wystąpił na Mistrzostwach Świata U-20 w Egipcie. Z Ghaną wywalczył mistrzostwo świata, a w finałowym spotkaniu z Brazylią wykorzystał decydujący o zwycięstwie rzut karny w serii rzutów karnych.
W dorosłej reprezentacji Ghany Agyemang-Badu zadebiutował 8 czerwca 2008 roku w wygranym 3:2 spotkaniu eliminacji do Mistrzostw Świata 2010 z Lesotho. W 2009 roku awansował z Ghaną na ten Mundial, a w 2010 roku został powołany do kadry na Puchar Narodów Afryki 2010.